# Горностай Василь Прокопович

Могила Василя Горностая

Василь Прокопович Горностай (22 березня 1938, Великі Мошківці — 6 жовтня 2005) — український композитор, заслужений діяч мистецтв України з 1993 року.

## Життєпис
Народився Василь Горностай 22 березня 1938 року в селі Великих Мошківцях Андрушівського району Житомирської області.
Творчий шлях композитора розпочався з Житомирського музичного училища ім. В. Косенка яке він закінчив у 1961 році. Згодом навчання в Донецькому музичному педагогічному інституті який закінчив 1969 року. У 1965—1970 роках, працював педагогом і директором Черняхівської дитячої музичної школи.
Помер Василь Горностай 6 жовтня 2005 року. Похований в Києві на Міському кладовищі «Берківці».

## Творчість
Мав збірку своїх пісень, серед яких були пісні на вірші Богачука:
- «Батькова криниця»;
- «Жартували вітри…»;
- «Коли над обрієм далеким»;
- «Я пісням дарую крила».